# Aina (Vorname)
Aina ist ein Vorname.

## Herkunft und Bedeutung
Der Name ist die weibliche Form des lettischen Names Ainārs sowie eine balearische Form von Anna.
Er kann aber auch eine skandinavische Variante des Namens Aino sein. Im Finnischen bedeutet er immer.
Er ist zudem ein japanischer Vorname, gebildet aus den Kanji-Zeichen 愛 (ai) für Liebe/Zuneigung und 菜 (na) für Gemüse/Grünes. Er kann auch aus anderen Zeichenkombinationen, beispielsweise mit 奈 (na) für Schönheit/Eleganz, gebildet werden. 

## Bekannte Namensträgerinnen
- Aina Cid (* 1994), spanische Ruderin
- Aina Grikšaitė (* 1994), litauische Leichtathletin
- Aina Kemanis (* 1952), US-amerikanische Sängerin
- Aina Wifalk (1928–1983), schwedische Sozialwissenschaftlerin und Erfinderin des modernen Rollators